# Critérium Internacional 2016
La 85.ª edición de la competición ciclista Critérium Internacional se celebró en Francia entre el 26 y el 28 de marzo de 2016.
La prueba hizo parte del UCI Europe Tour 2016 dentro de la categoría 2.HC (máxima categoría de estos circuitos).
La carrera fue ganada por el corredor francés Thibaut Pinot del equipo FDJ, en segundo lugar Pierre Latour (AG2R La Mondiale) y en tercer lugar Sam Oomen (Team Giant-Alpecin).
Durante su disputa falleció el ciclista Daan Myngheer debido a un infarto.

## Equipos participantes
Tomaron parte en la carrera 16 equipos: 5 de categoría UCI ProTeam; 8 de categoría Profesional Continental; y los 3 franceses de categoría Continental. Formando así un pelotón de 118 ciclistas de los que acabaron 61. Los equipos participantes fueron:
| Equipo                       | Cód. UCI | Categoría               |
| ---------------------------- | -------- | ----------------------- |
| Ag2r La Mondiale             | ALM      | UCI ProTeam             |
| FDJ                          | FDJ      | UCI ProTeam             |
| Fortuneo-Vital Concept       | FVC      | Profesional Continental |
| Bora-Argon 18                | BOA      | Profesional Continental |
| Cannondale                   | CAN      | UCI ProTeam             |
| IAM Cycling                  | IAM      | UCI ProTeam             |
| Cofidis, Solutions Crédits   | COF      | Profesional Continental |
| Team Giant-Alpecin           | TGA      | UCI ProTeam             |
| Stölting Service Group       | SSG      | Profesional Continental |
| Direct Énergie               | DEN      | Profesional Continental |
| Delko Marseille Provence KTM | DMP      | Profesional Continental |
| Team Roth                    | ROT      | Profesional Continental |
| ONE Pro Cycling              | ONE      | Profesional Continental |
| HP BTP-Auber93               | AUB      | Continental             |
| Roubaix-Lille Métropole      | RLM      | Continental             |
| Armée de terre               | ART      | Continental             |

## Etapas
El Critérium Internacional dispuso de tres etapas para un recorrido total de 296 kilómetros.
| Etapa     | Fecha     | Recorrido                         | type                    | Distancia (km) | Ganador       | Líder         |
| --------- | --------- | --------------------------------- | ----------------------- | -------------- | ------------- | ------------- |
| 1.ª etapa | 26 de mar | Porto Vecchio – Porto Vecchio     | etapa llana             | 90,5           | Sam Bennett   | Sam Bennett   |
| 2.ª etapa | 26 de mar | Porto Vecchio – Porto Vecchio     | contrarreloj individual | 7              | Thibaut Pinot | Thibaut Pinot |
| 3.ª etapa | 27 de mar | Porto Vecchio – Col de l'Ospedale | etapa de media montaña  | 171,5          | Thibaut Pinot | Thibaut Pinot |

## Clasificaciones finales
- Las clasificaciones finalizaron de la siguiente forma:[6]

### Clasificación general
| Posición | Ciclista          | Equipo                     | Tiempo          |
| -------- | ----------------- | -------------------------- | --------------- |
|          | Thibaut Pinot     | FDJ                        | 6 h 46 min 34 s |
| 2.º      | Pierre Latour     | AG2R La Mondiale           | a 37 s          |
| 3.º      | Sam Oomen         | Team Giant-Alpecin         | a 46 s          |
| 4.º      | Arnold Jeannesson | Cofidis, Solutions Crédits | a 48 s          |
| 5.º      | Alexis Vuillermoz | AG2R La Mondiale           | a 1 min 02 s    |
| 6.º      | Lawson Craddock   | Cannondale                 | a 1 min 06 s    |
| 7.º      | Dominik Nerz      | Bora-Argon 18              | a 1 min 47 s    |
| 8.º      | Romain Sicard     | Direct Énergie             | a 1 min 54 s    |
| 9.º      | Alexandre Geniez  | FDJ                        | a 2 min 05 s    |
| 10.º     | Davide Villella   | Cannondale                 | a 2 min 13 s    |

### Clasificación por puntos
| Posición | Ciclista      | Equipo             | Puntos |
| -------- | ------------- | ------------------ | ------ |
|          | Thibaut Pinot | FDJ                | 30 pts |
| 2.º      | Pierre Latour | AG2R La Mondiale   | 13 pts |
| 3.º      | Sam Oomen     | Team Giant-Alpecin | 12 pts |

### Clasificación de la montaña
| Posición | Ciclista         | Equipo                       | Puntos |
| -------- | ---------------- | ---------------------------- | ------ |
|          | Rémy Di Gregorio | Delko Marseille Provence KTM | 24 pts |
| 2        | Thomas Voeckler  | Direct Énergie               | 12 pts |
| 3.º      | Quentin Pacher   | Delko Marseille Provence KTM | 10 pts |

### Clasificación de los jóvenes
| Posición | Ciclista        | Equipo             | Puntos          |
| -------- | --------------- | ------------------ | --------------- |
|          | Pierre Latour   | AG2R La Mondiale   | 6 h 47 min 11 s |
| 2.º      | Sam Oomen       | Team Giant-Alpecin | a 9 s           |
| 3.º      | Lawson Craddock | Cannondale         | a 29 s          |

### Clasificación por equipos
| Posición | Equipo                      | Tiempo          |
| -------- | --------------------------- | --------------- |
|          | FDJ                         | 20 h 25 min 7 s |
| 2.º      | Cannondale Pro Cycling Team | a 27 s          |
| 3.º      | AG2R La Mondiale            | a 24 s          |

## Evolución de las clasificaciones
| Etapa (Vencedor)                | Clasificación general | Clasificación de la montaña | Clasificación por puntos | Clasificación de los jóvenes | Clasificación por equipos |
| ------------------------------- | --------------------- | --------------------------- | ------------------------ | ---------------------------- | ------------------------- |
| 1.ª etapa (Sam Bennett)         | Sam Bennett           | Jeremy Leveau               | Sam Bennett              | Rudy Barbier                 | Stölting Service Group    |
| 2.ª etapa (CRI) (Thibaut Pinot) | Thibaut Pinot         | Jeremy Leveau               | Thibaut Pinot            | Sam Oomen                    | FDJ                       |
| 3.ª etapa (Thibaut Pinot)       | Thibaut Pinot         | Rémy Di Gregorio            | Thibaut Pinot            | Pierre Latour                | FDJ                       |
| Final                           | Thibaut Pinot         | Rémy Di Gregorio            | Thibaut Pinot            | Pierre Latour                | FDJ                       |

## UCI Europe Tour
El Critérium Internacional otorga puntos para el UCI Europe Tour 2016, solamente para corredores de equipos Profesional Continental y Equipos Continentales. La siguiente tabla corresponde al baremo de puntuación:
| Posición   | 1.º | 2.º | 3.º | 4.º | 5.º | 6.º | 7.º | 8.º | 9.º | 10.º | 11.º | 12.º | 13.º | 14.º | 15.º | 16.º-30.º | 31.º-40.º |
| Puntuación | 200 | 150 | 125 | 100 | 85  | 70  | 60  | 50  | 40  | 35   | 30   | 25   | 20   | 15   | 10   | 5         | 3         |

| Posición | Ciclista          | Equipo             | Puntos |
| -------- | ----------------- | ------------------ | ------ |
| 1.º      | Thibaut Pinot     | FDJ                | -      |
| 2.º      | Pierre Latour     | AG2R La Mondiale   | -      |
| 3.º      | Sam Oomen         | Team Giant-Alpecin | -      |
| 4.º      | Arnold Jeannesson |                    | 100    |
| 5.º      | Alexis Vuillermoz | AG2R La Mondiale   | -      |
| 6.º      | Lawson Craddock   | Cannondale         | -      |
| 7.º      | Dominik Nerz      | Bora-Argon 18      | 60     |
| 8.º      | Romain Sicard     | Direct Énergie     | 50     |
| 9.º      | Alexandre Geniez  | FDJ                | -      |
| 10.º     | Davide Villella   | Cannondale         | -      |

Además, también otorgó puntos para el UCI World Ranking (clasificación global de todas las carreras internacionales).
| Posición              | 1.º | 2.º | 3.º | 4.º | 5.º | 6.º | 7.º | 8.º | 9.º | 10.º |
| Clasificación general | 200 | 150 | 125 | 100 | 85  | 70  | 60  | 50  | 40  | 35   |
| Por etapa             | 20  | 10  | 5   |     |     |     |     |     |     |      |
| Líder                 | 5   |     |     |     |     |     |     |     |     |      |

| Posición | Ciclista          | Equipo             | General | Etapa | Líder | Total |
| -------- | ----------------- | ------------------ | ------- | ----- | ----- | ----- |
| 1.º      | Thibaut Pinot     | FDJ                | 200     | 40    | 10    | 250   |
| 2.º      | Pierre Latour     | AG2R La Mondiale   | 150     | 10    | -     | 160   |
| 3.º      | Sam Oomen         | Team Giant-Alpecin | 125     | -     | -     | 125   |
| 4.º      | Arnold Jeannesson |                    | 100     | 5     | -     | 105   |
| 5.º      | Alexis Vuillermoz | AG2R La Mondiale   | 85      | -     | -     | 85    |
| 6.º      | Lawson Craddock   | Cannondale         | 70      | -     | -     | 70    |
| 7.º      | Dominik Nerz      | Bora-Argon 18      | 60      | -     | -     | 60    |
| 8.º      | Romain Sicard     | Direct Énergie     | 50      | -     | -     | 50    |
| 9.º      | Alexandre Geniez  | FDJ                | 40      | 5     | -     | 45    |
| 10.º     | Davide Villella   | Cannondale         | 35      | -     | -     | 35    |